# 요카이치바역
요카이치바역(일본어: 八日市場駅, ようかいちばえき 요우카이치바에키[*])은 일본 지바현 소사시에 위치한 동일본 여객철도의 철도역이다.

## 역 구조
상대식 승강장으로 2면 2선의 지상역이다. 목조 역사를 갖추고 있다. 2006년 4월 1일부터 신형 발매기가 설치되어, 초록 창구는 폐쇄되었다. 2009년 3월 14일부터는 스이카의 사용이 가능해졌다. 나루토 역 관할권에 속해 있다.
소사시에 의해 남쪽 출구 광장이 정비되어 2008년 7월 로터리와 함께 완성되었다.

### 승강장
번호는 역사에서 먼 쪽에서부터 1번, 2번 순으로 정해져 있다.
| 1 | ■ 소부 본선 (상행) | 나루토・사쿠라・지바・도쿄 방면 |
| 2 | ■ 소부 본선 (하행) | 아사히・조시 방면               |

## 역사
- 1897년 6월 1일 - 소부 철도의 역으로서 개업하였다.
- 1907년 9월 1일 - 국유화에 따라 일본국유철도의 소속이 되었다.
- 1926년 12월 5일 - 지바 현영 철도 다고 선이 개업하여 환승역이 되었다.
- 1944년 1월 11일 - 다고 선의 휴지에 따라 단독역이 되었다. 다고 선은 1946년 완전히 폐선되었다.
- 1974년 10월 1일 - 화물 취급을 중단하였다.
- 1987년 4월 1일 -민영화에 따라 동일본 여객철도의 소속이 되었다.
- 2007년 9월 1일 - 남북 자유 통로가 만들어졌다.
- 2008년 7월 30일 - 남쪽 출구 광장이 완공되었다.
- 2009년 3월 14일 - 스이카의 사용이 가능해졌으며, 도쿄 근교 구간 요금제가 적용되기 시작하였다.

## 인접정차역
| ■ 동일본 여객철도 소부 본선 | ■ 동일본 여객철도 소부 본선 | ■ 동일본 여객철도 소부 본선 |
| --------------------------- | --------------------------- | --------------------------- |
| 이구라 지바 방면            | 보통                        | 히가타 조시 방면            |